# Peter Crouch
Peter James Crouch (Macclesfield, 30 de janeiro de 1981) é um ex-futebolista inglês que atuava como centroavante.

## Carreira
Com dois metros e um centímetro de altura, Peter Crouch conquistou a torcida inglesa por causa de seu estilo desengonçado, trapalhão e carismático. Em 2005, quando atuava pelo Liverpool, disputou o Mundial de Clubes da FIFA no auge da sua carreira, chegando a marcar dois gols na competição, mas foi reserva na final e viu sua equipe perder para o São Paulo por 1 a 0. No ano seguinte, esteve na lista do treinador Sven-Göran Eriksson e foi um dos 23 convocados da Inglaterra para a Copa do Mundo FIFA de 2006, realizada na Alemanha. Pouco antes da Copa, no dia 3 de junho, o centroavante brilhou ao marcar um hat-trick na goleada por 6 a 0 sobre a Jamaica, no último amistoso realizado pelos ingleses. Em seguida Crouch começou a Copa como reserva, mas assumiu a titularidade após a contusão de Michael Owen. O centroavante teve boa atuação e marcou um gol na vitória por 2 a 0 contra Trinidad e Tobago, em jogo válido pela segunda rodada da fase de grupos.
Crouch foi contratado pelo Tottenham no dia 26 de julho de 2009, assinando um contrato sem valores revelados, mas especulado pela imprensa inglesa entre 11,6 milhões de euros.
No dia 31 de agosto de 2011, o centroavante foi contratado pelo Stoke City e assinou um contrato de quatro temporadas. Ele foi a contratação mais cara da história do clube, que pagou 11,3 milhões de euros ao Tottenham para adquirir o atleta.

### Aposentadoria
No dia 12 de julho de 2019, aos 38 anos, Crouch anunciou sua aposentadoria do futebol. O jogador estava no Burnley, onde disputou apenas seis partidas e não marcou nenhum gol. No total, Crouch atuou em 42 partidas pela Seleção Inglesa e teve destaque em grandes clubes como Liverpool e Tottenham. Além da Copa do Mundo FIFA de 2006, ele esteve na Copa do Mundo FIFA de 2010, realizada na África do Sul.

## Estilo de jogo
Por conta de sua altura, Crouch era um excelente cabeceador. O centroavante marcou 53 gols de cabeça na Premier League, sendo o recordista e o único jogador a extrapolar a casa dos 50 gols. Em 2017, teve seu recorde reconhecido pelo Guinness Book. Além disso, possuía uma boa finalização que o permitia marcar gols de voleio e de bicicleta com facilidade.

## Títulos
Norwich City
- Football League First Division: 2003–04

Liverpool
- Copa da Inglaterra: 2006
- Supercopa da Inglaterra: 2006

### Prêmios individuais
- Jogador da temporada do Queens Park Rangers: 2000–01
- Jogador da temporada do Portsmouth: 2001–02
- Jogador da temporada do Stoke City: 2011–12
- Gol mais bonito da temporada do Stoke City: 2011–12